# Bailly-en-Rivière
Bailly-en-Rivière település Franciaországban, Seine-Maritime megyében. Lakosainak száma 514 fő (2022. január 1.). Bailly-en-Rivière Avesnes-en-Val, Cuverville-sur-Yères, Douvrend, Les Ifs, Saint-Martin-le-Gaillard, Saint-Ouen-sous-Bailly, Wanchy-Capval és Petit-Caux községekkel határos.

## Népesség
A település népességének változása:
| Lakosok száma | 531  | 526  | 533  | 526  | 523  | 522  | 522  | 518  | 514  |
|               | 2013 | 2015 | 2016 | 2017 | 2018 | 2019 | 2020 | 2021 | 2022 |